# WorldCat

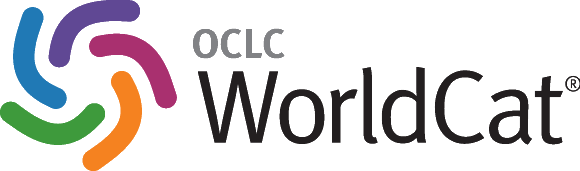
WorldCat-Logo

WorldCat ist die weltgrößte bibliografische Datenbank, die Kataloge von tausenden Mitgliederbibliotheken des Online-Computer-Library-Center umfasst. Der Service wird von der OCLC Online Computer Library Center, Inc. betrieben, während die Inhalte von den teilnehmenden Bibliotheken bereitgestellt werden. WorldCat wurde nach eigenen Angaben im Jahr 1967 „als gemeinnützige, von Mitgliedern geführte Bibliotheksgemeinschaft“ gegründet.

## Geschichte
Im Jahr 1967 begann OCLC Inc. unter der Leitung des Präsidenten Fred Kilgour mit der Entwicklung einer Technologie für Verbundkataloge, aus der später WorldCat hervorging; die ersten Katalogdatensätze wurden 1971 eingetragen.
Im Jahr 2003 begann OCLC Inc. das Pilotprogramm Open WorldCat, bei dem eine Teilmenge von WorldCat-Daten für Partner-Webseiten und Buchhändler über die Suchmaschine Google zur Verfügung gestellt wurde, um den Zugang der Bestände der teilnehmenden Mitgliedsbibliotheken zu verbessern.
Im Oktober 2005 begannen Mitarbeiter mit dem Wiki-Projekt WikiD, das es den Benutzern ermöglichen sollte, Kommentare und strukturierte Feldinformationen zu jedem WorldCat-Datensatz hinzuzufügen. WikiD wurde später wieder eingestellt.
Ab 2006 konnte WorldCat direkt auf der offenen Website WorldCat.org durchsucht werden. Bis dahin war dies nur über die FirstSearch-Schnittstelle möglich.
Im Jahr 2007 wurde der Dienst WorldCat Identities bereitgestellt, der eine Übersichtsseite mit Metadaten für jeden in WorldCat gespeicherten Namen enthält (mit Stand Dezember 2020 etwa 30 Millionen) – in erster Linie Autoren und Personen, die Gegenstand veröffentlichter Titel sind.
Im Jahr 2017 wurde die WorldCat Search-Schnittstelle von OCLC in den VisualEditor von Wikipedia integriert. Dadurch können Quellen aus WorldCat einfach zitiert werden.
Seit 2017 arbeiten OCLC und das Internet Archive zusammen, um die Datensätze des Internet Archivs zu digitalisierten Büchern in WorldCat zur Verfügung zu stellen.
Im August 2022 veröffentlichte OCLC eine neu gestaltete und konzipierte WorldCat.org-Website mit dem Ziel, einen besseren Zugang zu den Bibliotheksbeständen zu bieten. Die Website erfordert die Verwendung von JavaScript und ist daher für Nutzer älterer Webbrowser oder solcher, die JavaScript aus Sicherheitsgründen deaktiviert haben, nicht mehr zugänglich. Mit der Aktualisierung wurden auch die Buchrezensionen der Nutzer entfernt und durch Rezensionen des Amazon-Tochterunternehmens GoodReads ersetzt.

## Systemarchitektur
Die lokalen Kataloge vieler OCLC-Mitgliedsbibliotheken werden in unregelmäßigen Abständen mit der WorldCat-Datenbank synchronisiert. Mit WorldCat können die teilnehmenden Bibliotheken direkte Links von WorldCat zu ihren eigenen lokalen Katalogeinträgen für bestimmte Medien hinzufügen, so dass der Benutzer durch Klick auf den lokalen Katalog schnell den Echtzeitstatus eines Mediums ermitteln kann (z. B. ob es ausgeliehen ist oder nicht).
Bei einem kleinen Prozentsatz der Bibliotheken wird der lokale Katalog auch von OCLC mit dem integrierten Bibliothekssystem WorldCat Discovery und WorldShare Management Services betrieben.
Die Beiträge der Bibliotheken zu WorldCat erfolgen über den 2001 eingeführten Connexion-Client, dessen Vorgänger OCLC Passport im Mai 2005 eingestellt wurde. Für ähnliche Zwecke können Katalogisierer auch den WorldShare Record Manager oder die WorldCat Metadata API verwenden.

## Open WorldCat
Der frei zugängliche Open WorldCat weist rund 516 Millionen Einträge in 483 Sprachen und Dialekten nach (Stand: Februar 2021). Diese Einträge enthalten über 3,1 Milliarden Bestandsnachweise. Jedes Jahr kommen mehr als dreißig Millionen Eintragungen hinzu.
Im Vergleich zu WorldCat bestehen folgende Einschränkungen: 
- Im Vergleich zum WorldCat hat Open WorldCat eine vereinfachte Suchoberfläche, um auch dem weniger versierten Benutzer das Suchen zu erleichtern.
- Die Daten des Open WorldCat sind Teil des „First-Search“-Angebotes von OCLC. „First Search“ stellt eine Verknüpfung zwischen verschiedenen OCLC-Datenbanken her und ist kostenpflichtig. Die Nutzung von Open WorldCat ist jedoch nicht an „First Search“ gebunden.

## OAIster
In den Open WorldCat integriert wurde der Open-Access-Metadaten-Harvester OAIster. Die Suchmaschine sollte nach der Übergabe an OCLC ursprünglich nur in First Search verfügbar gemacht werden, sie wurde dann aber nach Protesten zu einem Teil des Open WorldCat.